# Xylophagus bungei
Xylophagus bungei är en tvåvingeart som först beskrevs av Pleske 1925.  Xylophagus bungei ingår i släktet Xylophagus och familjen vedflugor. Inga underarter finns listade i Catalogue of Life.